# Paraninfo
Paraninfo, és una editorial madrilenya de llibres didàctics de caràcter científic.
Fundada ja fa més de 50 anys, l'editorial Paraninfo per a nivells educatius tals com: Batxillerat, Cicles formatius, Universitat i Tècnic vocacional.
Tot i que la majoria de les seves publicacions són en castellà, també ho fan en català, portuguès i anglès.